# Francis Hastings, barone Hastings
Francis Hastings, barone Hastings (1560 – 17 dicembre 1595), è stato un nobile inglese.

## Biografia
Era il primogenito di George Hastings, IV conte di Huntingdon (1540-1604), e di sua moglie, Dorothy Port (?-2 settembre 1607).

## Matrimonio
Nel 1585 sposò Sarah Harington (1566-3 ottobre 1629), figlia di Sir James Harington e Lucy Sydney. Ebbero cinque figli:
- Henry Hastings, V conte di Huntingdon (24 aprile 1586-14 novembre 1643);
- Lady Catherine (?-28 agosto 1636), sposò Philip Stanhope, I conte di Chesterfield, ebbero tredici figli;
- Sir George, sposò Seymour Pryn, non ebbero figli;
- Sir Edward (?-1617);
- Lady Theodosia, sposò Sir Francis Bodenham, non ebbero figli.

## Morte
Morì il 17 dicembre 1595.